# Подлесная (Нижегородская область)
Подлесная — деревня в Воскресенском районе Нижегородской области. Входит в состав Нахратовского сельсовета.

## История
В 1965 году Указом Президиума ВС РСФСР деревня Голодаево переименован в Подлесная.

## Население
| 1999 | 2002 | 2010 |
| ---- | ---- | ---- |
| 29   | ↘26  | ↗34  |